# Fionn mac Cumhaill
Fionn mac Cumhaill ([ˈfɪn məˈkuːl] fi-UN mə-KOOL; pronunciació irlandesa: [ˈfʲin̪ˠ mˠakˠ ˈkuw̃əlːʲ]; irlandès antic i irlandès mitjà Find o Finn, mac Cumail o Umaill), de vegades transcrit en anglès com a MacCool o MacCoul, fou un mític caçador-guerrer de la mitologia irlandesa, present també a les mitologies d'Escòcia i l'illa de Man. Les històries de Fionn i els seus seguidors, els Fianna, formen el Cicle fenià (an Fhiannaíocht), majoritàriament narrat en veu del fill de Fionn, el poeta Oisín.

## Etimologia
Finn fou originàriament un déu celta. El seu nom prové del cèltic Vindos, que dona el gal·lès Gwyn (cf. la figura mitològica Gwyn ap Nudd) i el gal Vindonnus, i que significa "ros", "net", "blanc" o "lluent". L'existència d'un culte a Finn generalitzat entre els celtes europeus es reflecteix a topònims continentals derivats de Finn o Vindos, com ara Viena, Windisch/Vindonissa, Vendresse i altres. La forma escocesa del seu nom, Fingal [ˈfɪŋɡəl], prové d'una reedició de les llegendes en format èpic pel poeta del segle xviii James Macpherson.

## Llegenda irlandesa

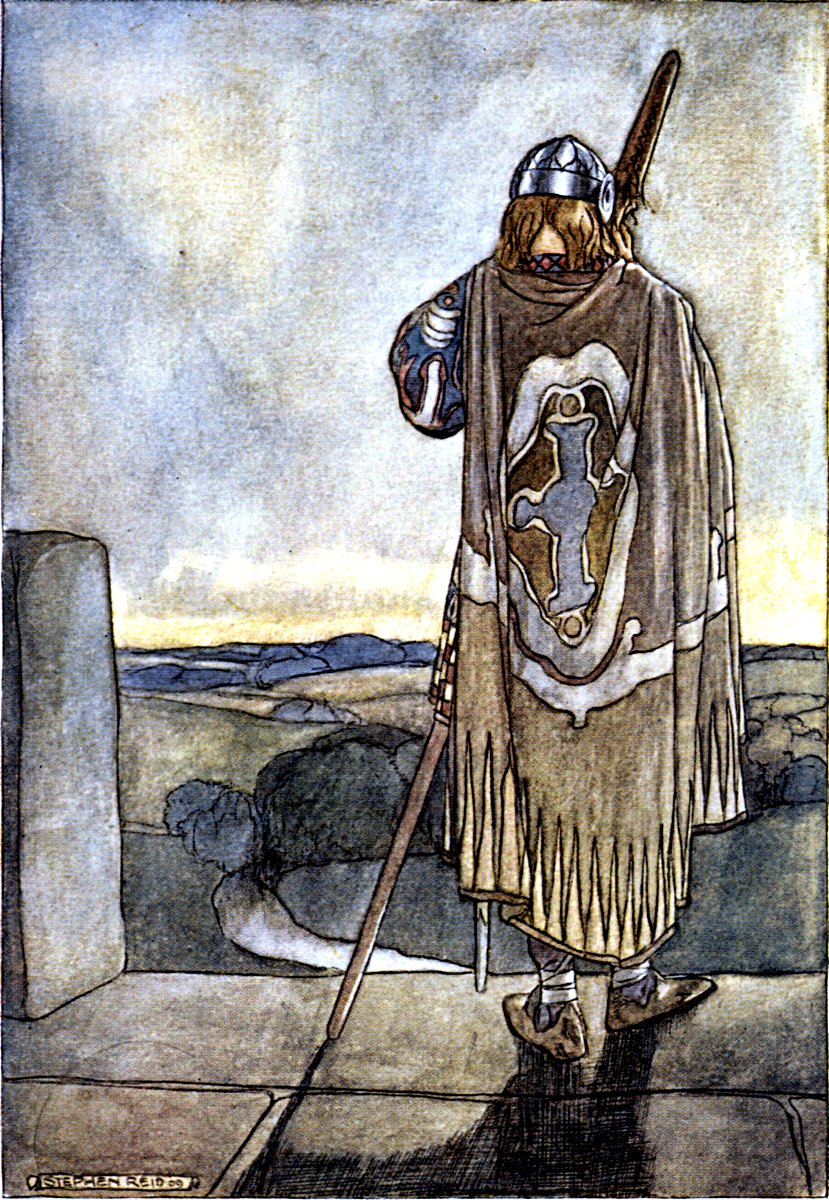
"Finn va sentir de molt lluny les primeres notes de l'arpa de la fada", il·lustració de Stephen Reid a The High Deeds of Finn (T. W. Rolleston, 1910)

### Naixement
La major part de les primeres aventures de Fionn es recullen a la narració Macgnímartha Finn ("Els fets d'infantesa de Fionn"). Era fill de Cumhall, cabdill dels Fianna, i de Muirne, filla del druida Tadg mac Nuadat, qui va viure al turó d'Almu, Comtat de Kildare. Cumhall va raptar Muirne després que el seu pare rebutgés concedir-li la seva mà, motiu pel qual Tadg va reclamar a l'Alt Rei, Conn de les Cent Batalles, qui va proscriure Cumhall. Conn i Cumhall s'enfrontaren a la Batalla de Cnucha i Cumhall fou mort per Goll mac Morna, el qual es feu càrrec del lideratge dels Fianna. Es deia que Fionn Mac Cumhaill era originàriament d'An Baile Fionn, a Laois. La traducció directa de Baile Fionn de l'irlandès al català és 'poble de Fionn'.
Muirne ja estava, però, embarassada; el seu pare la va rebutjar i va ordenar la seva gent que la cremés, però Conn no ho va permetre i la va posar sota la protecció de Fiacal mac Conchinn, la dona del qual, Bodhmall la druïdessa, era germana de Cumhall. A can Fiacal, Muirne va donar a llum un fill, a qui va anomenar Deimne ([ˈdeɪni]; pronunciació irlandesa: [dʲeβ̃nʲi], literalment "seguretat" o "certesa", i també un nom que designa un cérvol jove; diverses llegendes expliquen com va guanyar el nom de Fionn quan els seus cabells varen esdevenir prematurament blancs.

### Infantesa
Muirne va deixar el nen a cura de Bodhmall i una dona guerrera, Liath Luachra, els quals el portaren en secret al bosc de Sliabh Bladma, on li ensenyaren li les arts de la guerra i la caça. Un cop prou gran, va ingressar al servei –anònim– d'una sèrie de reis locals, però cadascun d'ells, en descobrir que Fionn era fill de Cumhal, li deien que se n'anés, tement que no podrien protegir-lo dels seus enemics.
El jove Fionn es va trobar amb Finn Eces, o Finnegas, una mena de leprechaun druida i poeta, prop del riu Boyne i va estudiar amb ell. Finnegas havia passat set anys mirant d'atrapar el salmó del coneixement, qui vivia a un gorg del Boyne i era molt conegut per les seves dietes d'avellanes d'un arbre sagrat: qui es mengés el salmó obtindria tot el coneixement el món. Finalment, el vell el va enxampar i li va dir al noi que l'hi cuinés. Mentre el cuinava, Deimne es va cremar el polze i instintivament se'l va ficar a la boca. Això el va imbuir de la saviesa del salmó, i quan Finn Eces va veure que havia guanyat saviesa, li va donar el salmó sencer perquè se'l mengés. Fionn va saber llavors com venjar-se de Goll i, en posteriors històries, va poder requerir el coneixement del salmó tocant-se amb el polze la dent que havia tastat primer el salmó. La història de Fionn i el salmó del coneixement i el conte gal·lès de Gwion Bach són similars.

### Joventut

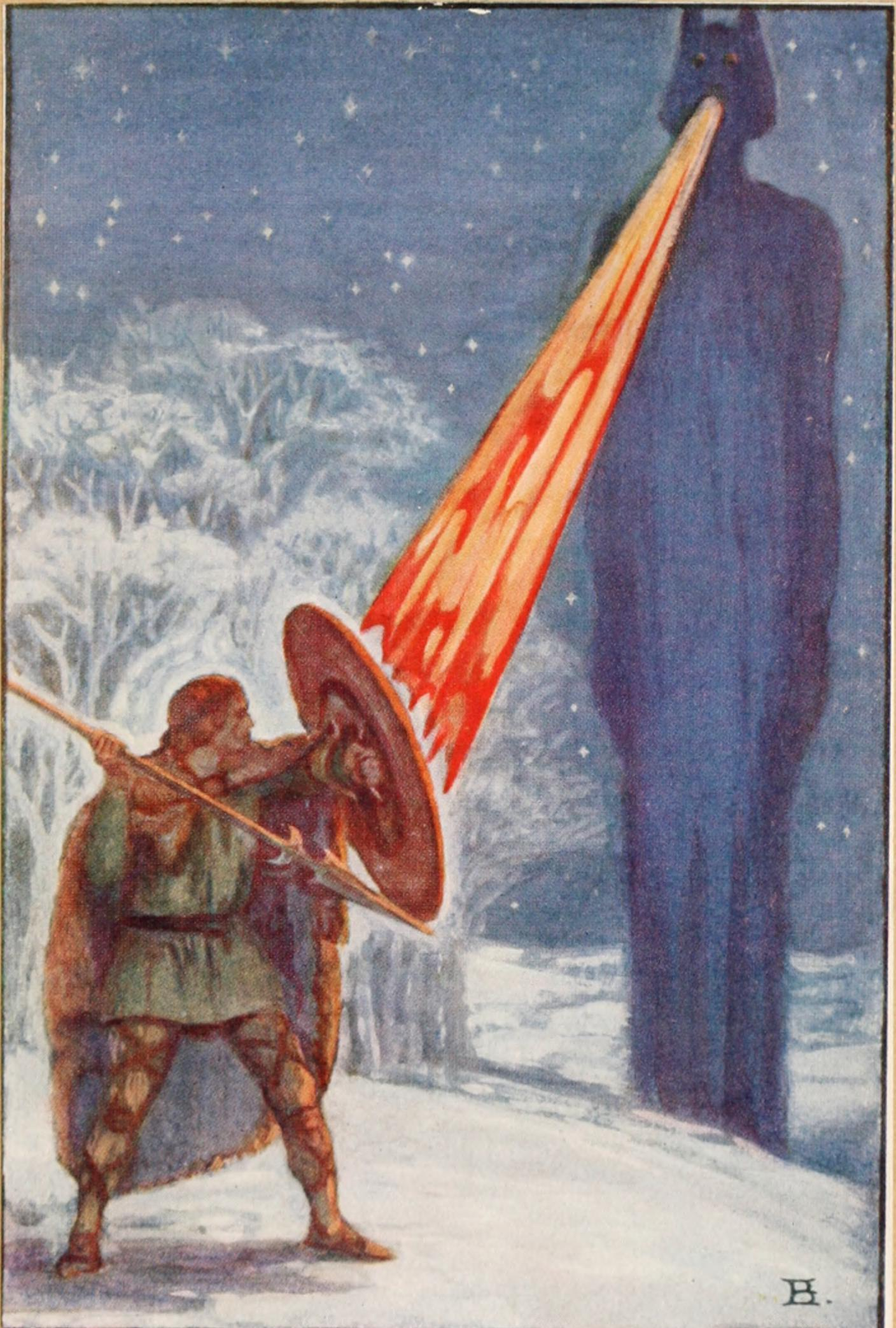
Fionn lluitant amb Aillen, il·lustració de Beatrice Elvery a Heroes of the Dawn (Violet Russell, 1914)

Durant 23 anys seguits, al Samhain, un home del Sidhe que alenava foc, Aillen, amanyagava amb la seva música els homes de Tara fins que s'adormien abans de cremar-los el palau fins als fonaments, i els Fianna, encapçalats per Goll mac Morna, eren incapaços d'evitar-ho. Fionn va arribar a Tara, armat amb la bossa de pell de grua del seu pare, plena d'armes màgiques. Es va mantenir despert tocant-se el front amb la punta de foc roent de la seva llança màgica. El dolor el va mantenir despert, cosa que el va permetre de perseguir i matar Aillen amb aquella mateixa llança. Després d'això, la seva herència li fou reconeguda i li donaren el comandament del Fianna: Goll va apartar-se'n de bon grat i esdevingué un fidel seguidor de Fionn, malgrat que en algunes històries la seva aliança és incòmoda. Fionn va exigir una compensació a Tadg per la mort del seu pare, amenaçant-lo amb la guerra o el combat individual contra ell si s'hi negava. Tadg li va oferir com a compensació casa seva, el turó d'Allen, i Fionn va acceptar.

### Vida amorosa
Fionn va conèixer la seva muller més famosa, Sadhbh, quan estava caçant. El druida Fear Doirich (literalment, "Home Fosc") l'havia convertida en cérvol quan ella s'havia negat a casar-s'hi. Els llebrers de Fionn, Bran i Sceólang, nascuts d'un home convertit en gos per encanteri, la varen reconèixer com a humana i Fionn la va portar a casa seva. Tan bon punt va posar els peus a la terra de Fionn, Sadhbh es va transformar de nou en dona, ja que aquest era justament l'únic lloc on podia recuperar la seva autèntica forma. Ella i Fionn es varen casar i aviat va quedar embarassada. Quan Fionn havia anat a defensar el seu país, Fear Doirich va tornar i la va convertir de nou en cérvol i, tot seguit, ella va desaparèixer. Fionn va passar anys buscant-la debades. Bran i Sceólang, de nou caçant, varen trobar el seu fill, Oisín, en forma de cervatell; llavors, es va transformar en nen i anys a venir fou un dels Fianna més cèlebres.
A The Pursuit of Diarmuid and Gráinne, l'Alt Rei Cormac mac Airt concedeix la mà de la seva filla Gráinne a un envellit Fionn, però a la festa de noces, Gráinne s'enamora de Diarmuid Ua Duibhne, un dels Fianna, conegut per la seva bellesa. Gráinne el fa fugir amb ella i Fionn els persegueix. Els amants reben l'ajut dels Fianna i del pare d'acollida de Diarmuid, el déu Aengus. Finalment, Fionn fa les paus amb la parella. Uns anys més tard, però, Fionn convida Diarmuid a una cacera de senglars i Diarmuid és ferit pels ullals d'un senglar que l'envesteix. L'aigua beguda de les mans de Fionn té poders guaridors, però cada vegada que Fionn en recull, deixa que s'escoli pels dits abans de tornar on hi ha Diarmuid. El seu net Oscar li ho recrimina, però quan finalment Fionn torna amb aigua cap a Diarmuid, aquest ja és mort.

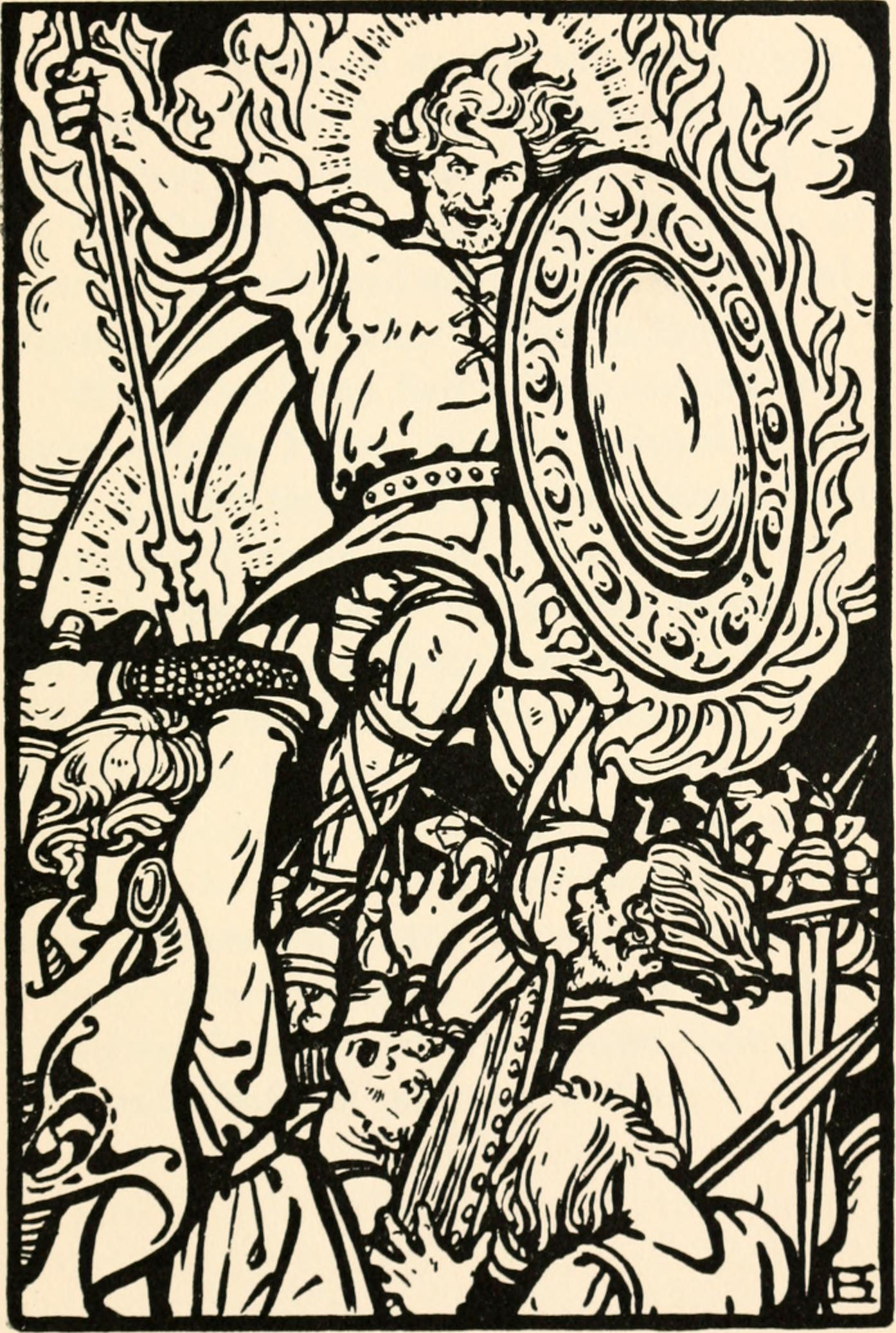
Fionn, de Beatrice Elvery

### Mort
Segons el relat més popular de la mort de Fionn, de fet no és mort sinó que dorm en una cova, envoltat pels Fianna. Un dia despertarà i defensarà Irlanda, quan aquesta més ho necessiti. En un conte es diu que s'alçarà quan el Dord Fiann (la banya de caça dels Fianna) soni tres vegades, i aleshores serà més fort que mai.

## Folklore popular
Nombrosos accidents geològics d'Irlanda són atribuïts a Fionn. Diu la llegenda que fou ell qui va construir la Calçada del Gegant (Giant's Causeway) com a camí de pedres cap a Escòcia, per tal de no mullar-se els peus; també una vegada va arrencar un tros d'Irlanda per tirar-l'hi a un rival, però es va perdre i va anar a aterrar al mar d'Irlanda -el massís es va convertir en l'illa de Man i el còdol, en Rockall, mentre el buit que va deixar es convertí en Lough Neagh. A Ayrshire, Escòcia, un mite comú és que Ailsa Craig -un petit illot a la costa d'aquell comtat- és una altra roca que Fionn llançà a Benandonner mentre aquest fugia. L'illot es coneix a Ayrshire com a paddys' mile stone ("fita de paddy"). Fingal's Cave ("La cova d'en Fingal"), a Escòcia, també li deu el nom i, com la propera Calçada del Gegant d'Irlanda del Nord, també es caracteritza per les seves columnes basàltiques hexagonals.
Tant al folklore popular irlandès com al manès Fionn mac Cumhail (conegut com a "Finn McCool" o "Finn MacCooill" respectivament) és descrit com un gegant màgic i benèvol. La història més famosa relativa a aquesta versió de Fionn explica com un dia, mentre feia un camí al mar cap a Escòcia -La Calçada del Gegant- l'avisaren que el gegant Benandonner (o, a la versió de Man, un buggane) venia per a lluitar contra ell. Sabent que no podia vèncer el colossal Benandonner, Fionn demanà a la seva dona, Oona, que l'ajudés. Ella el vestí com un nadó i l'amagà en un bressol; aleshores va fer pancakes, amagant planxes de ferro dins d'alguns. Quan Benandonner arribà, Oona li digué que Fionn no hi era però que tornaria aviat. Mentre esperava, Benandonner mirava d'intimidar Oona amb la seva immensa força, tot trencant roques amb el dit petit. Llavors, Oona oferí un pancake a Benandonner, però quan aquest mossegà el ferro que hi havia amagat es va escrostonar les dents. Oona el renyà per ser feble i li digué que el seu marit es menjava aquests pastissos com si res, alhora que en donava un sense ferro al 'nadó', qui se'l menjà sense problema.
A la versió irlandesa, Benandonner resta tan sorprès per la força de les dents del nadó i la seva mida que, a instàncies d'Oona, li fica els dits a la boca per a comprovar com té de fortes les dents. Fionn mossega el dit petit de Benandonner i aquest, espantat només de pensar a trobar-se amb el seu pare, tenint en compte la mida i força del nadó, se'n torna corrents cap a Escòcia a través de la calçada i tot seguit l'enderroca perquè Fionn no el pugui seguir.
La versió en gaèlic manx conté un relat addicional sobre Fionn i la batalla del buggane a Kirk Christ Rushen. Els peus de Fionn obren camí entre el Calf of Man i Kitterland i entre Kitterland i l'illa de Man, mentre que els del buggane obren el port a Port Erin. El buggane lesiona Fionn, que fuig sobre el mar (on el buggane no el pot seguir), però el buggane s'arrenca una dent i l'hi tira a Fionn mentre fuig. La dent el colpeja i cau al mar, on es converteix en el Chicken Rock, i Fionn maleeix la dent, cosa que explica per què l'escull és un perill per als mariners.
A Terranova, i algunes parts de Nova Escòcia, es parla de "Fingal's Rising" (o "Alçament de Fingal") en un sentit nacionalista. S'ha fet popular tant en cançons com als bars, i parlar de "Fingle" -tal com es pronuncia el seu nom en anglès- en comptes de "Fion MaCool" en irlandès de Terranova, serveix de vegades per a referir-se a Terranova o la seva cultura.

## Arts

### Literatura moderna

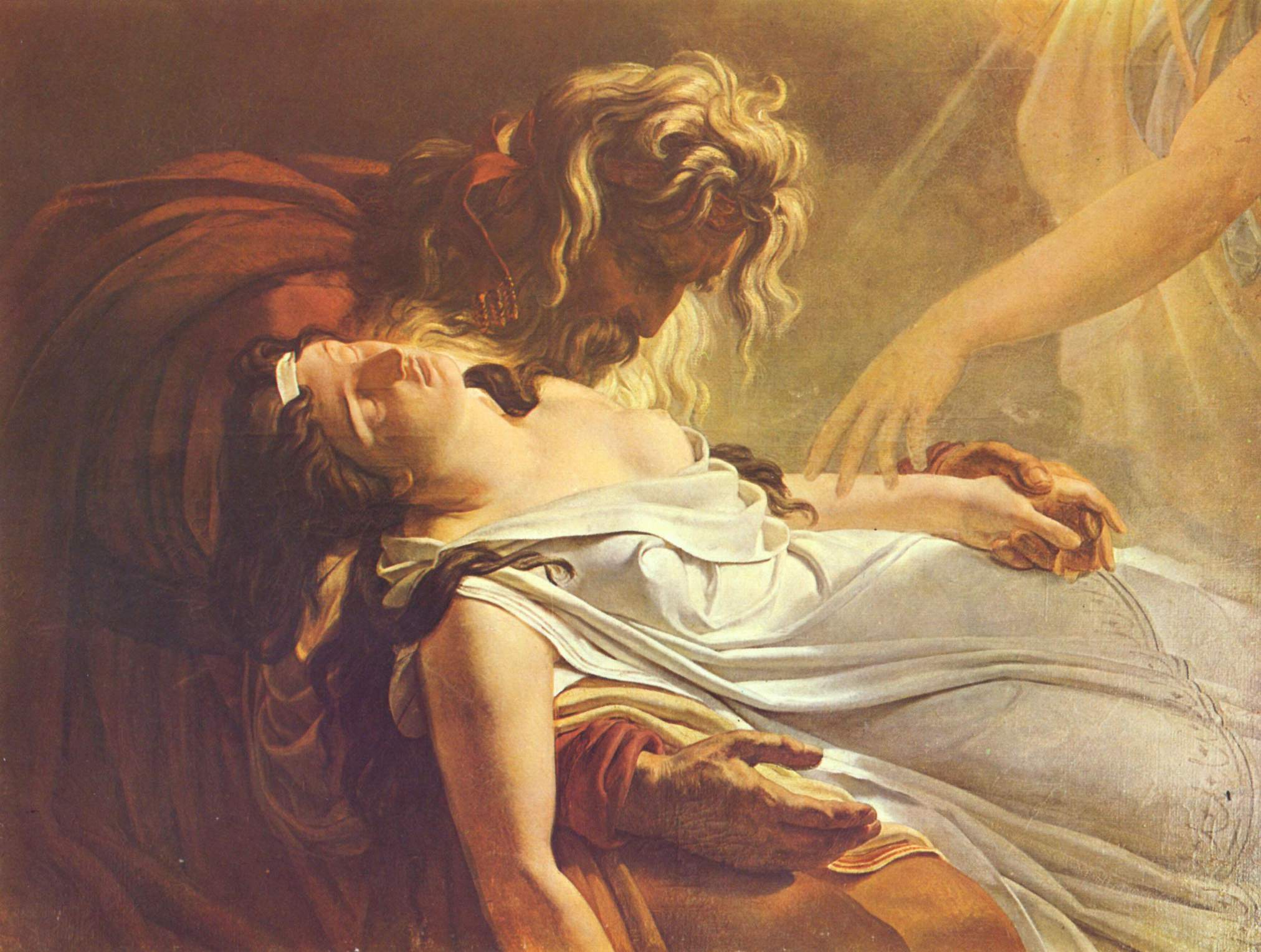
Malvine, Dying in the Arms of Fingal, d'Ary Scheffer. Els personatges són del poema èpic de James Macpherson Ossian: "Fingal" és un personatge basat en Fionn mac Cumhaill, mentre "Malvine" és l'amant del net de Fingal Oscar, i té cura de Fingal de gran, un cop Oscar ja és mort

El 1761, James Macpherson va anunciar el descobriment d'una obra èpica escrita per Ossian (Oisín) en gaèlic escocès sobre el tema de "Fingal". El nom personal Fingal prové del gaèlic Fionnghall, i s'ha suggerit que Macpherson va reproduir el nom de Fionn com a Fingal a causa d'una interpretació errònia de les diverses formes de Fionn. El desembre de 1761, Macpherson va publicar Fingal, an Ancient Epic Poem in Six Books, together with Several Other Poems composed by Ossian, the Son of Fingal, translated from the Gaelic Language. El seu cicle de poemes fou extremadament popular i va tenir una àmplia influència en escriptors com ara Goethe i un jove Walter Scott, però hi va haver controvèrsia des del començament sobre les afirmacions de Macpherson d'haver traduït l'obra de fonts antigues. L'autenticitat dels poemes es posa generalment en qüestió actualment, per bé que sí que poden haver estat basats en fragments de llegendes gaèliques, i en certa manera la controvèrsia ha eclipsat el seu considerable mèrit literari i la seva influència en el Romanticisme.
Glencoe: The Story of the Massacre de John Prebble (Secker & Warburg, 1966), conté un relat sobre una llegendària batalla entre Fionn mac Cumhaill, qui suposadament va viure durant un temps a Glencoe (a les terres altes d'Escòcia), i una host vikinga arribada en quaranta drakars que navegava pels estrets de Ballachulish cap a Loch Leven. Els danesos varen ser derrotats pels Feinn de la vall de Glencoe, i el seu cabdill Earragan fou mort per Goll MacMorna.
Fionn mac Cumhaill és força present a la literatura irlandesa moderna. Especialment, fa diverses aparicions al Finnegans Wake de James Joyce, i s'ha dit que el títol, pres de la balada popular "Finnegan's Wake", podria ser al seu torn una corrupció de "Finn again is awake" (Finn torna a estar despert), referint-se al seu eventual despertar per a defensar Irlanda.
Fionn també apareix com a personatge a la novel·la còmica de Flann O'Brien, At Swim-Two-Birds, en alguns passatges que parodien l'estil dels mites irlandesos. El llibre de Morgan Llywelyn, Finn Mac Cool, explica l'arribada de Fionn al lideratge dels Fianna i les històries d'amor que apareixen a la seva vida. Aquest personatge se celebra a "The Legend of Finn MacCumhail", una cançó del grup musical de Boston Dropkick Murphys inclosa al seu àlbum Sing Loud Sing Proud!.
Irish Fairy Tales, de James Stephens, és una nova versió d'alguns dels Fiannaíocht.
Finn McCool és un personatge de l'obra de Terry Pratchett i Steve Baxter "The Long War".
La primera infantesa i educació de Finn s'exploren a "'Tis Himself: The Tale of Finn MacCool" de Maggie Brace.
Altres històries on hi surt en Fionn Mac Cumhail són dues de les tres històries de The Corliss Chronicles, la història de Prudence Corliss. Concretament, apareix a The Wraith of Bedlam i The Silver Wheel, on fa de confident íntim de Prudence i s'hi alia per derrotar el malvat rei de ficció Tarcarrius.

### Obres i espectacles
A l'espectacle de dansa irlandesa del 1999 Dancing on Dangerous Ground, concebut i coreografiat pels antics conductors de Riverdance Jean Butler i Colin Dunne, Tony Kemp va interpretar Fionn en una versió actualitzada de The Pursuit of Diarmuid and Gráinne. En ella, Diarmuid, interpretat per Colin Dunne, mor a les mans del Fianna després que ell i Gráinne, interpretada per Jean Butler, fugissin als boscos d'Irlanda, immediatament després de les noces de Fionn i Gráinne. Quan Gráinne veu el cos de Diarmuid, es mor de pena.
El 2010, la revista Dizzie Miss Lizzie's Roadside Revue de Washington DC va estrenar el seu rock musical "Finn McCool" al Capitol Fringe Festival. L'espectacle reprèn la llegenda de Fionn mac Cumhaill a través d'un rock d'inspiració punk, i es va representar al Woolly Mammoth Theatre el març del 2011.